# Owen Coyle
Pour les articles homonymes, voir Coyle.
Owen Coyle (né le 14 juillet 1966 à Paisley, Écosse) est un footballeur écossais d'origine irlandaise devenu par la suite entraineur.

## Biographie

### Parcours comme entraîneur
Alors entraîneur de Bolton Wanderers depuis janvier 2010, il est remercié le 9 octobre 2012. Le 14 juin 2013, Owen Coyle est nommé entraîneur de Wigan Athletic, en remplacement de Roberto Martínez parti à Everton.
Le 2 décembre il annonce sa démission du Wigan Athletic. 
Le 8 décembre 2014, Coyle est nommé entraîneur du Dynamo de Houston.
Le 15 mai 2023, il quitte le Queen's Park FC après une saison à la tête du club, souhaitant prendre du recul et du temps pour soi,. Arrivé dans un club tout juste promu en Championship (D2), il parvient à terminer la saison régulière au troisième rang et participer au barrages de promotion que le club perd en quart de finale.

## Palmarès

### Comme joueur
Airdrieonians FC
- Vainqueur de la Scottish Challenge Cup en 2002

 Falkirk FC
- Champion d'Écosse de deuxième division en 2003

 Airdrie United
- Championnat d'Écosse de troisième division en 2004

### Comme entraîneur
Falkirk FC
- Champion d'Écosse de deuxième division en 2003

 Chennaiyin FC
- Vice-champion d'Indian Super League en 2020

 Jamshedpur FC
- Vainqueur de la saison régulière d'Indian Super League en 2022

## Sources
- (en) Stephen McGarrigle, The Complete who's who of Irish international football : 1945-1996, Edimbourg, Mainstream Publishing, octobre 1996, 237 p. (ISBN 1-85158-894-9), p. 45-46